# Cova de Son Rubí de sa Cova
La cova de Son Rubí de sa Cova és un jaciment arqueològic constituït per restes d'una cova artificial prehistòrica situada a la finca anomenada Son Rubí de sa Cova, un establit de la possessió de Son Rubí, al municipi de Llucmajor, Mallorca.
Son Rubí de Sa Cova, pren el nom de la família que n´era propietària, que descendien dels propietaris de la possessió de Sa Cova, a Llucmajor. No hi ha cap cova prehistòrica.